# 防長回天史
防長回天史（ぼうちょうかいてんし）は、政治家・歴史家の末松謙澄によって旧長州藩主・毛利家の文書を中心に編纂された幕末・明治維新期における長州藩史である。全12巻。「防長」は毛利家の領地・周防国（防州）・長門国（長州）で、現在の山口県にあたる。「回天」は時勢を一変させること。

## 概要
末松謙澄（伊藤博文の婿）が毛利家の家政を統括していた井上馨の依頼により編纂を始め、山路愛山・笹川臨風・堺利彦（枯川）らが従事した。明治30年（1897年）に着手し、32年6月にいちおう編集を終えた。しかし、末松らは他藩出身者であったため批判する意見が多く刊行の見込みがなくなった。このため、明治44年（1911年）から末松の個人事業として刊行を始め、大正9年（1920年）に全巻刊行を成し遂げた。
前史に始まり、天保期(1830年‐1844年)の藩政改革から廃藩置県までを扱っている。

## 内容（外部リンク）
第1巻回天前記(国立国会図書館)
第2巻嘉永安政万延記(国立国会図書館)
第3巻（第3篇上）万延文久記(国立国会図書館)
第4巻（第3篇下）万延文久記(国立国会図書館)
第5巻（第4篇上）文久元治記(国立国会図書館)
第6巻（第4篇下）文久元治記(国立国会図書館)
第7巻(第5篇上)慶応記(国立国会図書館)
第8巻(第5篇中)慶応記(国立国会図書館)
第9巻(第5篇下)慶応記(国立国会図書館)
第10巻(第6篇上)明治〜戊辰戦役、附録・東北人謬見考(国立国会図書館)
第11巻(第6篇中)明治〜戊辰戦役、補遺：摂津艦、千秋丸ほか(国立国会図書館)
第12巻(第6篇下)明治二年〜明治四年、補遺：文久元年秋忠正公東上の件ほか、附録・版籍奉還廃藩置県の内情(国立国会図書館)

## 評価・批評
日本近代政治史研究で北海道大学名誉教授の井上勝生は、毛利家の依頼で始められたとはいえ，客観的叙述が見られ、引用史料も豊富で、貴重な通史であると評価する。